# Resa di Port Stanley
La resa di Port Stanley fu l'atto conclusivo della guerra delle Falkland.

## L'avvicinamento
Avendo allargato di molto la testa di ponte sull'isola di East Falkland, iniziò la marcia di avvicinamento a Port Stanley. Unità del 3° Para e del 45 Commando dei Royal Marines si avviarono verso Teal Inlet; inoltre altri reparti presero la strada (in effetti il 42° Commando venne trasportato su Mount Kent con tre elicotteri SH-3 Sea King) delle due colline che dominano il capoluogo: Mount Kent e Mount Challenger. Ma anche gli argentini avevano ben presente l'importanza strategica dei due rilievi, ed inviarono due compagnie, la 601a Commando e la 602 delle forze speciali della Gendarmeria, dotate di missili antiaerei Blowpipe, a Stanley dall'Argentina per via aerea, col compito di rinforzare quell'area. L'operazione, ideata dal comando a Port Stanley, venne denominata appunto Autoimpuesta (decisa autonomamente).
Di conseguenza, quando i britannici attaccarono, il 30 maggio Mount Kent, con unità del SAS e del reparto di montagna della 3ª Brigata Commando, trovandosi sotto il fuoco nemico richiesero l'appoggio aereo ravvicinato; un Harrier, pilotato dallo squadron-leader Jerry Pook, venne abbattuto dal fuoco delle armi leggere durante gli attacchi al suolo.
Il 31 maggio vi fu un duro scontro a fuoco tra truppe speciali delle due parti, noto come la "battaglia di Top Malo House", nella quale poche decine di commando argentini e di Royal Marines britannici combatterono per una casa in cima ad una collina situata in posizione strategica. Circondati, gli argentini dovettero arrendersi, non senza morti e feriti da ambo le parti, ma solo dopo 45 minuti di intenso fuoco, durante il quale dovettero fuggire dalla casa in fiamme e rifugiarsi in un vicino canalone. Non avendo alcuna possibilità di fuga, il comandante capitano Josè Vercesi si arrese infine ai Royal Marines. Dopo aver provato a rinforzare la posizione con reparti dotati di moto da cross e Land Rover, gli argentini dovettero ritirarsi sotto il fuoco dei mortai da 81 mm dei Royal Marines.
Come gli inglesi, gli argentini fecero largo uso di elicotteri per l'inserzione e l'estrazione di truppe. Durante una di queste operazioni, il 30 maggio, un Aérospatiale SA 330 Puma del 601º battaglione dell'Aviazione dell'Esercito argentino, fu abbattuto da un missile Stinger lanciato da un commando del SAS. L'episodio è citato anche da Andy McNab nel suo libro Pattuglia Bravo Two Zero. L'elicottero trasportava un gruppo delle forze speciali della Géndarmeria Nacional, e sei militari morirono nell'episodio; altri otto rimasero feriti.

## La resa

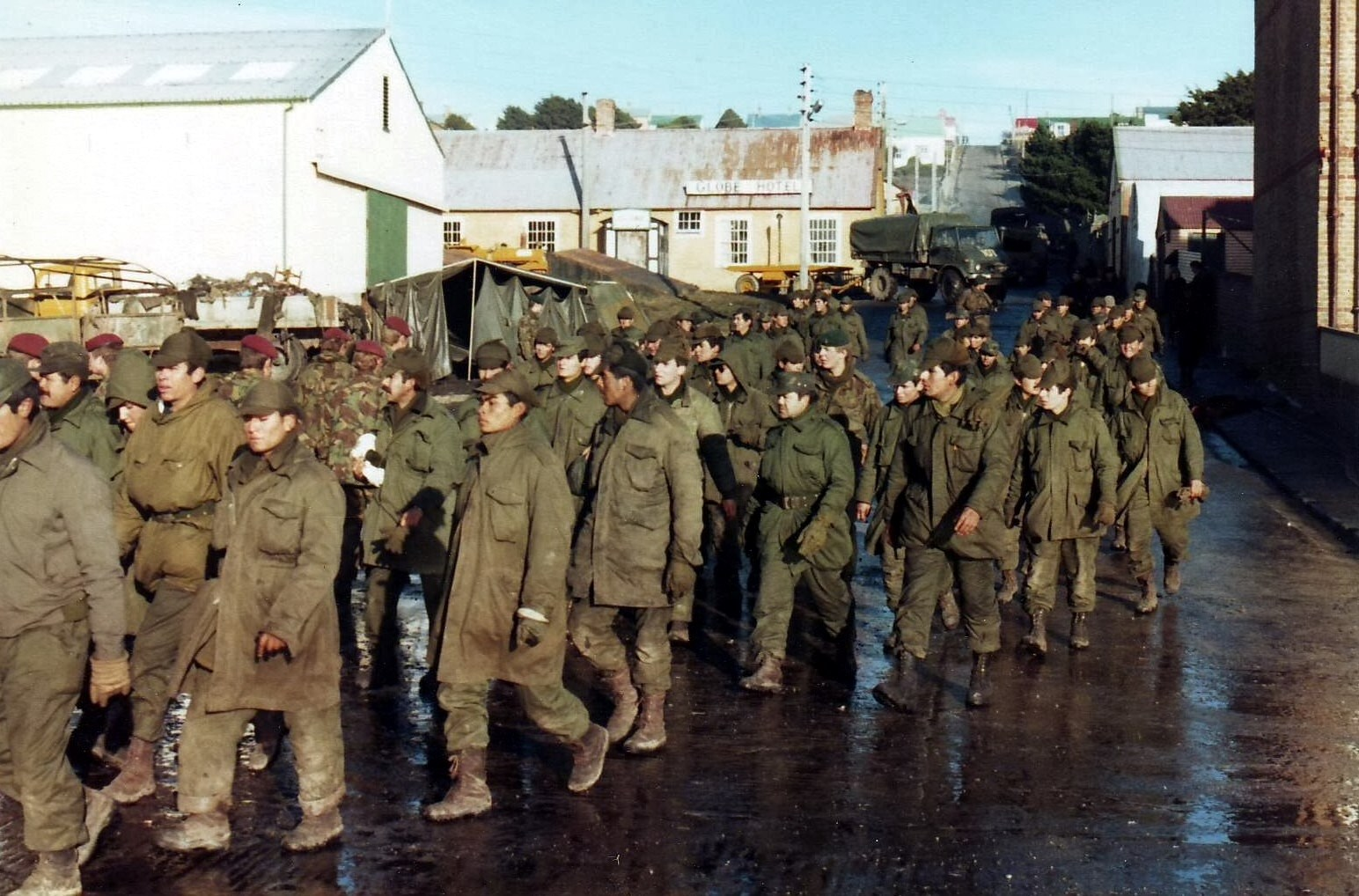
Prigionieri argentini sfilano a Port Stanley dopo la capitolazione

Dopo gli sbarchi a San Carlos e a Goose Green, le forze britanniche dettero l'assalto finale a Port Stanley, con gli argentini martellati dai bombardamenti navali ed aerei ai quali non potevano controbattere efficacemente.
Restava però in funzione il ponte aereo notturno argentino, con i C-130 Hercules che rifornivano, seppure parzialmente, il capoluogo e la sua guarnigione, evacuando anche i feriti più gravi. Nella notte dell'11 giugno, dopo aver effettuato tutti i preparativi logistici e le necessarie ricognizioni, venne lanciato l'attacco finale. La forza impiegata aveva la consistenza di una brigata e attaccò contemporaneamente tre delle alture che circondano Port Stanley, con le forze impegnate protette dall'appoggio aereo ravvicinato degli Harrier e dal fuoco delle artiglierie navali. La 3ª brigata di Commando attaccò le alture di Mount Harriet, Two Sisters e Mount Longdon.
Questa battaglia costò ai britannici anche 13 morti sul cacciatorpediniere Glamorgan che, mentre si allontanava dalla riva dopo una missione di cannoneggiamento notturno, venne colpito da una batteria di Exocet navali improvvisata a terra dai tecnici che erano già imbarcati sul cacciatorpediniere ARA Seguì, e la precaria installazione era stata denominata umoristicamente "ITB", sigla di Instalación de Tiro Berreta («berreta» significa in gergo «di scarsa qualità»); ciò nondimeno, centrò il bersaglio causando oltre ai 13 morti, la distruzione dell'hangar e dell'elicottero Wessex di bordo. Dopo la guerra, gli inglesi studiarono il dispositivo e ne ricavarono un "dispositivo di difesa costiera Excalibur". Dopo una notte di combattimenti, queste colline che dominano Port Stanley erano in mani inglesi.

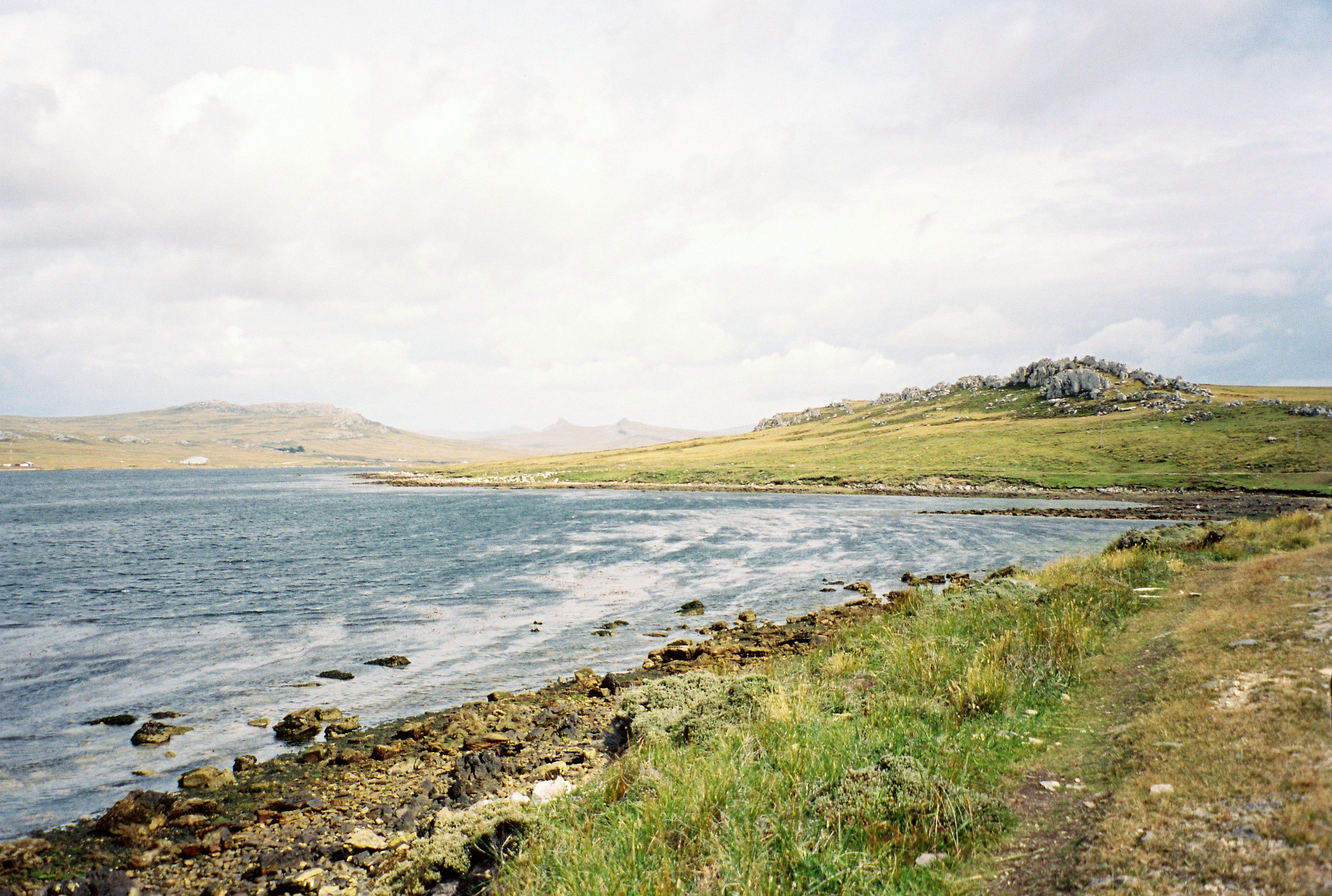
Mount Tumbledown, le Two Sisters e Wireless Ridge visti dal porto di Stanley

I restanti rilievi vennero assaltati nella notte del 13 giugno, quando il 2° Paracadutisti attaccò Wireless Ridge difesa dal 7º battaglione di Fanteria di Marina argentino, mentre il 2º battaglione delle Scots Guards attaccò Mount Tumbledown, difeso dal 5º battaglione di Fanteria di Marina argentino. Dopo la loro conquista, che avvenne nella stessa notte, la strada per Port Stanley era definitivamente aperta e gli Argentini potevano soltanto tentare una difesa casa per casa, alla quale effettivamente si prepararono. Vennero anche tentati dei contrattacchi, dal 7º reggimento fanteria dell'Ejercito Argentino, con un'aliquota del 4º reggimento, ma il tiro inglese dalle posizioni dominanti li ricacciò indietro.
Durante uno di quegli attacchi ... Al poco trecho los ingleses nos hicieron saber de su presencia. ... No teníamos cubierta y los ingleses tiraban fuerte, al parecer también con ametralladoras 12,7 o algo así. ... La tierra parecía hervir a nuestro alrededor. cioè al minimo movimento gli argentini allo scoperto venivano fatti segno ad un intenso tiro di mitragliatrici pesanti.
Pesanti accuse sono state rivolte dagli argentini al generale Menendez che, a loro dire, nonostante Galtieri avesse vietato la resa, avrebbe ceduto a quattro giorni di guerra psicologica condotta dai britannici. Alcuni loro specialisti, in particolare il colonnello Mike Rose, del SAS, e il capitano Rod Bell, che padroneggiava lo spagnolo, attraverso la radio avrebbero stabilito un contatto con il generale, convincendolo alla resa «con dignità ed onore». A questo punto il 2° Para entrò in Port Stanley con i baschi al posto degli elmetti e le bandiere al vento. Alle 23 del 14 giugno, il comandante delle forze britanniche Jeremy Moore si recò in elicottero ad un incontro con Menendez e, alle 23:59, venne proclamato il cessate il fuoco.
Le forze argentine si arrendevano ed 8 000 prigionieri (secondo gli argentini), (9 800 secondo i britannici) venivano radunati dai britannici, in attesa del rimpatrio. Il solo transatlantico Canberra ne rimpatrierà oltre 4 100 Durante tutto l'arco delle ostilità gli aviatori argentini rispettarono scrupolosamente le navi ospedale britanniche, e non solo nelle due zone ufficialmente segnalate dalla Royal Navy come presenti in area e con relativa posizione (Red Cross Box 1 e 2, servite da quattro navi ospedale inglesi, HMS Hecla (A133), HMS Herald (H138) e HMS Hydra (A144), oltre alla HMS Uganda che faceva la spola con l'Uruguay e le analoghe navi argentine); secondo il comandante Ward della Fleet Air Arm più volte gli aerei argentini che attaccavano nella baia di San Carlos evitarono di attaccare il transatlantico Canberra, evidentissimo per dimensione e perché interamente pitturato di bianco, nel dubbio che fosse una nave ospedale.

## Il materiale abbandonato dopo la resa
Il freddo intenso dell'inverno australe in arrivo aveva comunque segnato le truppe argentine, non ben equipaggiate per operare in quel clima e vennero registrati molti casi di congelamento. Pile di armi abbandonate costellavano le strade di Port Stanley e una cospicua quantità di veicoli, elicotteri e materiale bellico venne abbandonata dagli argentini, non senza averne prima reso inutilizzabile una parte.
Le quantità sono approssimate:

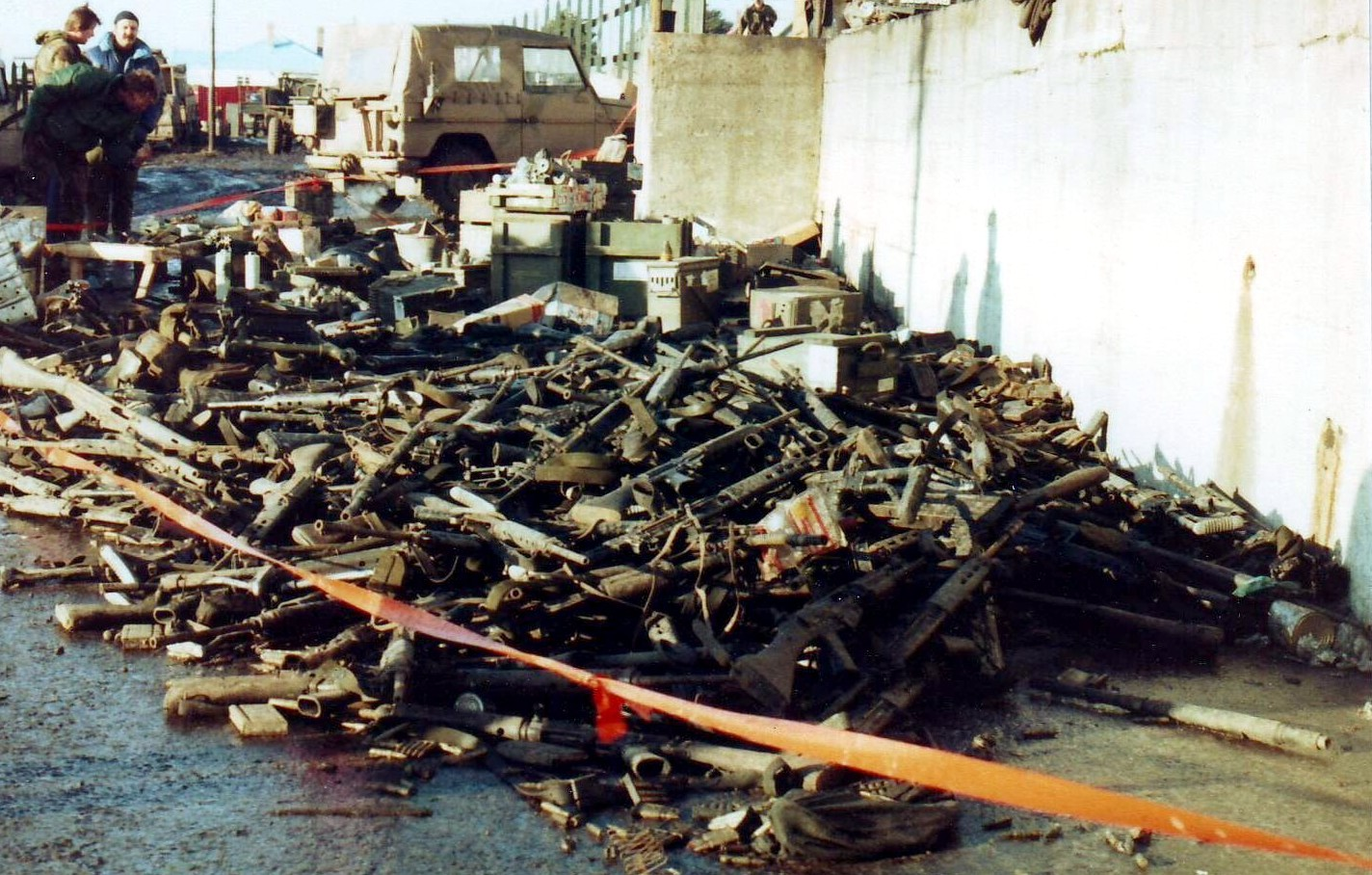
Un mucchio di armi abbandonate dagli argentini a Port Stanley.

- 100 camion Mercedes-Benz MB 1112/13/14
- 20 Unimog
- 20 fuoristrada Mercedes-Benz Classe G
- 12 blindati Panhard con cannone da 90mm
- 1 lanciamissili SAM Roland
- 3 SAM Tigercats
- 1 lanciamissiliExocet improvvisato
- 3 cannoni CITER 155mm L33
- oltre 10 cannoni Oto Melara 105mm
- oltre 15 cannoni binati Oerlikon 35 mm e Rheinmetall 20 mm antiaerei
- 1 radar 3D da ricerca aerea mobileAN/TPS-43
- oltre 10 sistemi radar di controllo fuoco Skyguard, Super Fledermaus e RASIT
- lanciarazzi SAM portatiliBlowpipes
- lanciarazzi SAM portatili SAM-7
- 14 elicotteri in condizioni di volo (2 Agusta A109, 2 Bell 212, 8 UH-1H, 1 Chinook e 1 Puma)
- oltre 10 FMA IA-58 Pucará
- 1 Aermacchi MB-339
- pattugliatore Prefectura Naval Argentina GC82 Islas Malvinas rinominato HMS Tiger Bay
- oltre 11,000 armi individuali
- oltre 4 milioni di munizioni 7.62 (10,500 da Goose Green)
- oltre 11,000 munizioni da 105mm

## Dopo la resa
Dopo una resistenza breve ma accanita le Falkland erano tornate in mani britanniche. La resa di Menendez venne comunque sconfessata dal presidente Leopoldo Galtieri, capo della giunta militare, per cui la tensione rimase alta così come lo stato di allerta delle forze britanniche, ma nessun incidente turbò la quiete del dopo-resa, e la giunta militare di Buenos Aires crollò poco tempo dopo lasciando spazio ad un nuovo governo democraticamente eletto.
La commissione Rattenbach istituita in Argentina  dopo la guerra per investigare le cause della sconfitta raccomandò pene severe per gli ufficiali in comando (Menendez, Piaggi ed altri) ma di fatto il suo responso non venne tenuto presente dai tribunali militari, tranne che per Italo Piaggi che venne congedato con disonore dopo la sconfitta a Goose Green.
Il 20 giugno, la base di Corbeta Uruguay, sull'isola di Southern Thule, nell'arcipelago delle Isole Sandwich Australi, si arrendeva in quella che gli inglesi denominarono operazione Keyhole. La base, contestata dagli inglesi solo per via diplomatica, era stata impiantata nel 1976, e gli edifici che la componevano vennero sigillati dopo la resa, ma non distrutti.